# Meyers Aircraft Company
La Meyers Aircraft Company est un avionneur américain qui fut créé par Al Meyers à Tecumseh au Michigan, en 1936. À l'origine, la société produisit un biplan d'entrainement, le Meyers OTW, mais après la Seconde Guerre mondiale la société développa une gamme d'avion utilitaires légers, culminant avec le Meyers 200. En 1965, la société et les droits de deux de ses avions, le 145 et le 200 furent achetés par Rockwell-Standard.

## Avions
| Nom du modèle  | Premier vol | Nombre construit | Type                 |
| -------------- | ----------- | ---------------- | -------------------- |
| Meyers OTW     | 1936        | 104              | Biplan de formation  |
| Meyers Me-165W | 1942        | 1                | Avion d'entrainement |
| Meyers MAC-145 | 1947        | 22               | Avion de sport       |
| Meyers 200     | 1952        | 200              | Avion cabine léger   |